# ヤップ国際空港
ヤップ国際空港（ヤップこくさいくうこう, 英: Yap International Airport）とは、ミクロネシア連邦、ヤップ州ヤップ島にある国際空港。

## 概要
ヤップ島唯一の国際空港で、国際定期便のほか観光飛行の小型機も発着する。ボーイング737などの中小型ジェット機の発着に対応する1800メートルクラスの滑走路と旅客ターミナルが整備されている。

## 就航路線
| 航空会社         | 就航地             |
| ---------------- | ------------------ |
| ユナイテッド航空 | グアム             |
| PMA              | ウォレアイ環礁など |

- かつてはパラオ経由でマニラ便も就航していたが現在は休止